# Allium taciturnum
Allium taciturnum — вид рослин з родини амарилісових (Amaryllidaceae); поширений в Киргизстані й Таджикистані.

## Опис
Суцвіття кулясте або напівкулясте щільне. Квітки рожеві. Листочки оцвітини довші 6–7 мм.

## Поширення
Поширений в Киргизстані й Таджикистані.